# Азлова, Анна Фёдоровна
Анна Фёдоровна Азлова (1786—1868) — танцовщица санкт-петербургской балетной труппы при Александре I.
Родилась в 1786 году в семье унтера Азлина. 3 августа 1805 года поступила в театральную школу, окончила её 11 августа 1809 года. В 1825 году выступала в роли Федры в балете «Федра и Ипполит», а также во многих других балетах. Была пантомимной танцовщицей, исполняла роли «королев, волшебниц, благородных матерей, важных и трагических лиц». В 1829 году получила от дирекции пенсион полного оклада 3000 рублей в год. Оставалась на сцене до 11 августа 1831 года. Скончалась 12 октября 1868 года.